# Hypotia sinaica
Hypotia sinaica is een vlinder uit de familie snuitmotten (Pyralidae). De wetenschappelijke naam van deze soort is voor het eerst geldig gepubliceerd in 1903 door Rebel.
De soort komt voor in tropisch Afrika.